# Kowary (Petite-Pologne)
Pour l’article homonyme, voir Kowary.
Kowary est une localité polonaise de la gmina de Radziemice, située dans le powiat de Proszowice en voïvodie de Petite-Pologne.